# Garraf
Le Garraf est une comarque catalane d'Espagne, située dans la province de Barcelone. Son chef-lieu est Vilanova i la Geltrú.

## Géographie
Elle fait partie de la région métropolitaine de Barcelone, et se trouve sur la côte de la mer Méditerranée.
Les deux villes importantes sont Vilanova i la Geltrú et Sitges.

## Carte
| Anoia Bages Segarra Solsonès Conca de · Barberà Moianès Osona Berguedà Basse · Cerdagne Alt · Urgell Pallars · Sobirà Val d'Aran Alta · Ribagorça Pallars · Jussà Noguera Urgell Pla · d'Urgell Segrià Garrigues Alt · Penedès Baix · Llobregat Barcelonès Vallès · Occidental Maresme Vallès · Oriental Ripollès Garrotxa Alt Empordà Pla de · l'Estany Gironès Selva Baix · Empordà Garraf Baix · Penedès Tarragonès Alt · Camp Baix · Camp Priorat Ribera · d'Ebre Terra · Alta Baix Ebre MontsiàFrance Pyrénées-Orientales Ariège Haute · Garonne Andorre Aragon Communauté valencienneMer Méditerranée |

## Les communes de la comarque
- Vilanova i la Geltrú
- Sant Pere de Ribes
- Sitges
- Cubelles
- Canyelles
- Olivella